# Юсис Іван Францевич
Іван Францевич Юсис, також Іванас Юсис (лит. Jonas Jusys — 1891—1931) — співробітник ВНК / ДПУ / ОДПУ. Начальник особистої охорони Ф. Е. Дзержинського (до липня 1926) та Й. В. Сталіна (1927—1931). Кавалер ордена Червоного Прапора (1927).

## Біографія
Народився 24 грудня 1891 року в селі Алати Ковенської губернії (нині Литва) в сім'ї заводського селянина-бідняка. Із ранніх років пішов у місто на роботу. До 1913 року працював електромонтером на різних заводах. На початку Лютневої революції активно працював у військових частинах при литовському виконавчому комітеті. У вересні 1917 року в Петрограді вступив у РСДРП(б) і в березні 1918 року направлений на роботу в ВНК.
Із жовтня 1923 року — комісар особливих доручень Спецвідділення колегії ОДПУ, потім Оперативного відділу ОДПУ. До липня 1926 року виконував обов'язки начальника особистої охорони Ф. Е. Дзержинського, з 10 червня 1927 року — Й. В. Сталіна (особистий охоронець).
Помер від інфаркту о 12 годині дня 2 лютого 1931 року в Москві. Похований на Новому Донському кладовищі міста Москви.

## Нагороди та почесні звання
- Почесний працівник ВНК-ОДПУ[1]
- Орден Червоного Прапора (Постанова Президії ЦВК СРСР від 14.12.1927[3])

## Сім'я
- Дочка: Юсис Ада Іванівна (нар. 1921[4])